# 1984年夏季残疾人奥林匹克运动会奥地利代表团
1984年夏季残疾人奥林匹克运动会奥地利代表团是奥地利派出的1984年夏季残疾人奥林匹克运动会代表团。获得14枚金牌、20枚银牌和10枚铜牌。